# ミティリーニ
ミティリーニ（ギリシア語: Μυτιλήνη / Mitilíni）は、ギリシャの北エーゲ地方のレスヴォス県の県都であり、エーゲ海に浮かぶレスボス島の主都である。ミティリーニの町はレスボス島の南東部にあり、正教会の府主教座が置かれている。

## 地理
ミティリーニはGR-67でレスボス島の他の町であるスカラ・エレスなどと結ばれている。町の周囲には農地が広がっていて、北側と西側は山が連なっている。町の南には空港がある。オスマン帝国統治時代はミディッリ (Midilli) と呼ばれた。

## 歴史
古代のミティリーニはレスボス島の東海岸の小さな町であり、ミュティレーネーと呼ばれていた。しかし、紀元前7世紀にはレスボス島北部の町ミティムナと島の主権をめぐって争うようになり、ついにはレスボス島の主都の地位を獲得した。紀元前6世紀末から紀元前4世紀半ばにかけて、ミュティレーネーはエレクトロン貨の鋳造で有名であった。
紀元前337年から紀元前335年の2年間、アリストテレスがマケドニア王国のアレクサンドロス3世（大王）の家庭教師となる前、友人で弟子でもあるテオプラストスとともにミュティレネに住んでいたこともある。紀元前80年にはミュティレネは共和政ローマに包囲された。その後、紀元後56年にはパウロが三度目の宣教から帰還する際に立ち寄った。

## 人口推移
| 年   | 人口（人） | 増減          | 市人口（人） | 増減 |
| ---- | ---------- | ------------- | ------------ | ---- |
| 1981 | 24,991     | -             | -            | -    |
| 1991 | 23,971     | -1,020/-4.08% | 33,157       | -    |
| 2001 | 27,247     | +3,276/+13.7% | -            | -    |

## 産業・交通

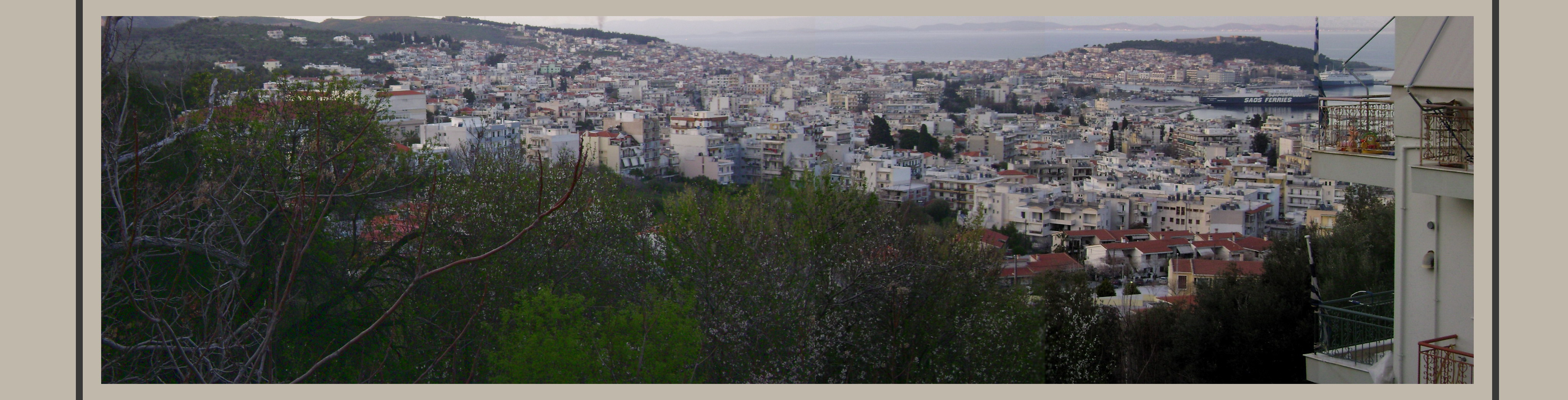
ミティリーニの風景

ミティリーニ港からは近隣の島である、リムノス島、ヒオス島やトルコ領のアイヴァルクへ向かうフェリーがあり、またギリシャ本土の都市であるアテネ、ピレウス、テッサロニキに向かう航路も運航されている。
市街には病院が1つあり、広場もある。また、ミティリーニはウーゾの生産が有名で、島内には15を超える生産者が存在する。漁港からはカロニ湾で捕られたイワシが水揚げされ、輸出品となっている。

## スポーツ
- アイオリコスFC（サッカー）

## 姉妹都市・提携都市
姉妹都市
- ポートランド（アメリカ合衆国メイン州）[1]
- 瀬戸内市（日本国岡山県）1982年（昭和57年）7月6日 姉妹都市提携

## 著名な出身者

### 古代
- アルカイオス（BC620-BC6世紀、詩人）
- エウニコス（彫刻工）
- サッフォー（BC6世紀頃、9歌唱詩人の一人）
- テオファネス（1世紀頃、政治家・グナエウス・ポンペイウスの親友）
- ピッタコス（軍人）
- ヘラニコス（BC5世紀頃、歴史家）
- ミュティレネのラオメドン（アレクサンドロス大王の家臣）

### 中近世
- ミティリーネのクリストフォロス（11世紀、詩人）
- バルバロス・オルチ（1474-1518、オスマン帝国私掠船長・アルジェのベイ）
- バルバロス・ハイレッディン（1475-1546、オスマン帝国私掠船長・アルジェのベイ）- バルバロス・オルチの弟

### 近現代
- タンブーリー・アリー・エフェンディ（1836-1902、オスマン帝国時代の音楽家。タンブール奏者で作曲家）
- ヒュセイン・ヒルミ・パシャ（1855-1922、オスマン帝国外交官）
- アフメト・ジェマル・パシャ（1872-1922、オスマン帝国軍人・政治家）
- テオフィロス・ハツィニハイル（1870-1934、画家）
- エルモラオス・イオニディス（1900-1968、画家）
- テリアデ（1889-1983、芸術評論家・出版者）
- オデッセアス・エリティス（1911-1996、ギリシャの詩人）
- コンスタンティノス・ケンテリス（1973-、陸上選手・金メダリスト）
- ミハリス・パヴリス（1989-、サッカー選手）

## 参考
- "PDF (875 KB) 2001 Census" （ギリシア語） National Statistical Service of Greece (ΕΣΥΕ) (2007-10-30)
- "Basic Characteristics" （ギリシア語） Ministry of the Interior (2007-08-07)
- Asia Minor Coins - ancient coins of Mytilene
- Bio of Theophrastus (2007-12-11)
- Grade Saver bio on Aristotle (2007-12-11)